# Monsterboken II
Monsterboken II var ett tillbehör till rollspelet Drakar och Demoners tidigare upplagor och innehöll beskrivningar av drygt 80 olika intelligenta varelser, djur och monster. Monsterboken II gavs ut 1987 efter att Äventyrsspel i februari 1986 utlyst en monstertävling i tidskriften Sinkadus 4. De "bästa" bidragen publicerades i Monsterboken II tillsammans med ett antal varelser av Äventyrsspel-medarbetarna Anders Blixt och Michael Petersén.
Monsterboken II liksom dess företrädare Monsterboken ersattes 1990 av Drakar och Demoner Monster.